# داربا

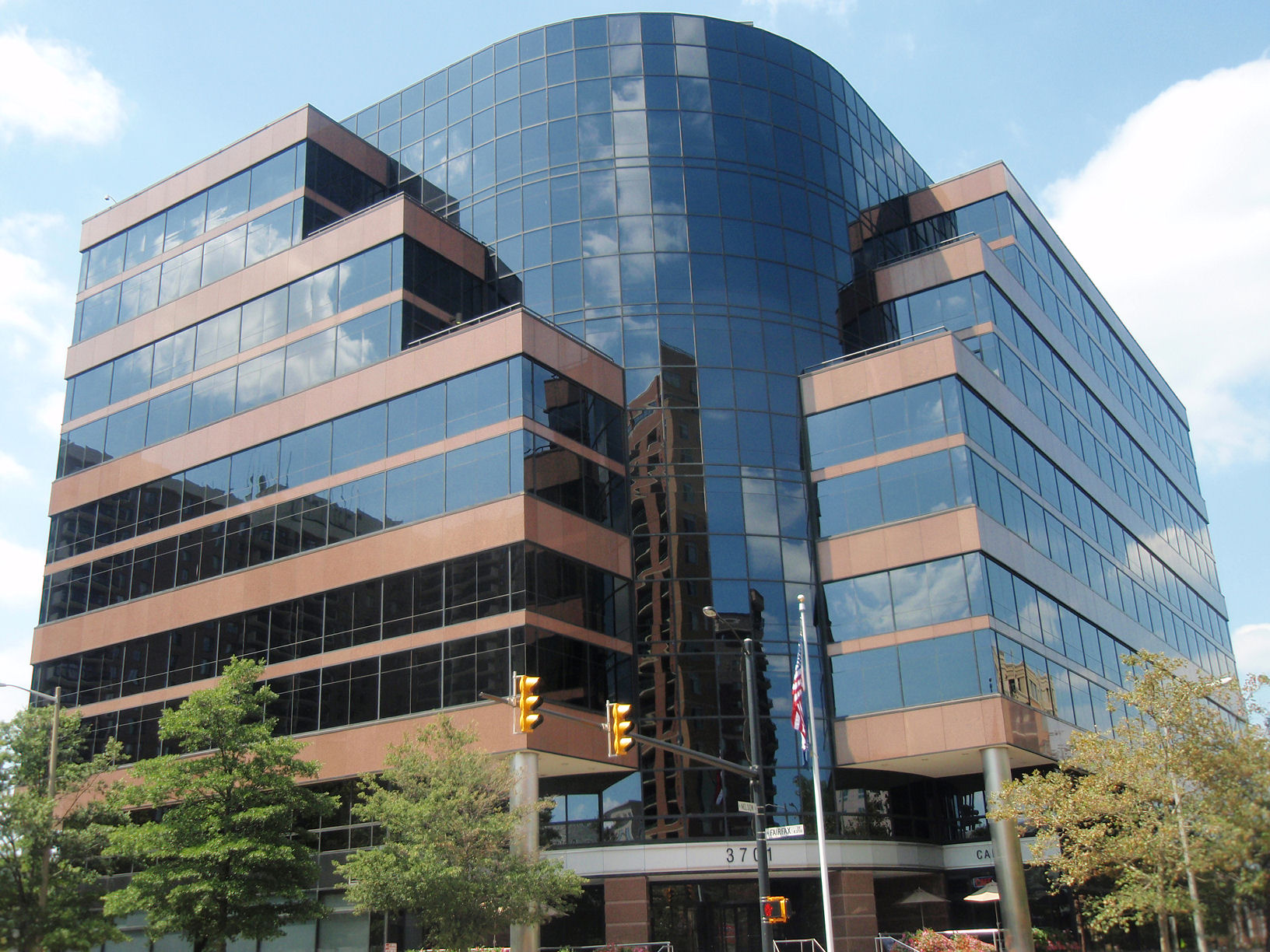
DARPA's former headquarters in the Virginia Square neighborhood of Arlington. This agency recently moved to 675 North Randolph Street, near the Ballston Common Mall.

وكالة مشاريع أبحاث الدفاع المتقدمة (داربا) (بالإنجليزية: Defense Advanced Research Projects Agency اختصاراً DARPA)‏ هي وكالة تابعة لوزارة الدفاع الأمريكية مسؤولة عن تطوير التقنيات الناشئة للاستخدام العسكري.
عُرفت الوكالة في الأصل باسم وكالة مشاريع البحوث المتطورة (آربا)، وأُنشأها الرئيس دوايت أيزنهاور في فبراير عام 1958 ردًا على الإطلاق السوفييتي للقمر الصناعي سبوتنك 1 في عام 1957. من خلال التعاون مع الشركاء الأكاديميين والصناعيين والحكوميين، تصيغ داربا مشاريع البحث والتطوير وتنفذها لتوسيع حدود التكنولوجيا والعلوم، وغالبًا ما تتجاوز متطلبات القوات المسلحة الأمريكية العاجلة.
قدمت المشروعات المُمولة من داربا تقنيات مهمة أثرت على العديد من المجالات غير العسكرية، مثل شبكات الحاسوب وأساس الإنترنت الحديث، وواجهة المستخدم الرسومية في تكنولوجيا المعلومات.
داربا مستقلة عن غيرها في ما يتعلق بالبحوث والتطوير العسكري وتقدم تقاريرها مباشرةً إلى الإدارة العليا لوزارة الدفاع. يعمل لدى داربا نحو 220 موظفًا، منهم 100 موظف في الإدارة تقريبًا.
غُيّر اسم المنظمة أولًا من اسمها التأسيسي آربا إلى داربا في مارس عام 1972، وغُير لفترة وجيزة إلى آربا في فبراير عام 1993، ثم أُعيد إلى داربا في مارس عام 1996.

## المَهمة
حاليًا، بيان مهمتهم هو «إجراء استثمارات محورية في التقنيات المتطورة للأمن القومي».

## المنظمة

### مكاتب البرنامج الحالية
لدى داربا ستة مكاتب فنية تدير ملف الأبحاث الخاصة بالوكالة، ومكتبان إضافيان لدعم المشاريع الخاصة والجهود الانتقالية. تقدم جميع المكاتب تقاريرها إلى مدير داربا:
- مكتب التنفيذ التكيفي (إيه إي أو) هو أحد مكتبي داربا الجديدين، أنشأته مديرة داربا ريغينا دوغان في عام 2009. تشمل مجالات المشروع الأربعة للمكتب انتقال التكنولوجيا، والتقييم، والإنتاجية السريعة، والنظم المتكيفة. يوفر مكتب التنفيذ التكيفي للوكالة اتصالات قوية بمجتمع المحاربين، ويساعد الوكالة في تخطيط العروض التوضيحية التكنولوجية والتجارب الميدانية وتنفيذها لتعزيز تبنيها من قبل المحاربين، وتسريع انتقال التقنيات الجديدة إلى قدرات وزارة الدفاع.
- يتّبع مكتب علوم الدفاع (دي إس أو) بقوة أحدث التقنيات الواعدة ضمن مجموعة واسعة من مجتمعات البحوث العلمية والهندسية، ويطور تلك التقنيات إلى قدرات عسكرية مهمة وجديدة جذريًا. يحدد مكتب علوم الدفاع مبادرات البحث الأساسية عالية المخاطر وعالية المردود ويتابعها عبر مجموعة واسعة من التخصصات العلمية والهندسية -في بعض الأحيان، إعادة تشكيل المجالات الحالية أو إنشاء تخصصات جديدة بالكامل- وتحويل هذه المبادرات إلى تقنيات جديدة جذريًا وطفرة في عالم التكنولوجيا للأمن القومي الأمريكي.[3]
- يهدف مكتب ابتكار المعلومات (آي 2 أو) إلى ضمان التفوق التكنولوجي الأمريكي في جميع المجالات التي يمكن أن توفر المعلومات فيها ميزة عسكرية حاسمة. بعض مديري البرامج في مكتب ابتكار المعلومات هم ويد شيز (اعتبارًا من ديسمبر عام 2014)، وستيوارت فاغنر (اعتبارًا من سبتمبر عام 2014)، وستيف جيمسون (اعتبارًا من أغسطس عام 2014)، وأنجيلوس كيروميتيس (اعتبارًا من يوليو عام 2014)، وديفيد دورمان (اعتبارًا من أبريل عام 2014). براين بيرس هو مدير المكتب حاليًا.[4]
- تركز مهمة مكتب تكنولوجيا النظم الميكروية (إم تي أو) على تكامل نطاق الرقائق الميكروية غير المتجانسة بين الإلكترونيات والضوئيات والأنظمة الكهروميكانيكية الميكروية (إم إي إم إس). تهدف التكنولوجيا عالية المخاطر/عالية المردود إلى حل مشاكل الحماية على المستوى الوطني من الهجمات البيولوجية والكيميائية والمعلوماتية، وتوفير هيمنة تشغيلية على الأوامر والسيطرة الموزعة على الأجهزة المحمولة، والحروب المركبة المأهولة وغير المأهولة، والتخطيط والتنفيذ العسكري الديناميكي والتكيفي.
- تتمثل مهمة مكتب التكنولوجيا الاستراتيجية (إس تي أو) بالتركيز على التقنيات التي لها تأثير عالمي على نطاق واسع والتي تشمل خدمات متعددة.
- يشترك مكتب التكنولوجيا التكتيكية (تي تي أو) في الأبحاث العسكرية المتطورة عالية المخاطر وعالية المردود، مع التركيز على نهج «النظام» و«النظام الفرعي» لتطوير أنظمة الطيران والفضاء والأرض، بالإضافة إلى المعالجات وأنظمة التحكم المدمجة.
- يعمل مكتب التقنيات البيولوجية (بي تي أو) على تعزيز البحث والاكتشافات والتطبيقات الأساسية التي تدمج علم الأحياء والهندسة وعلوم الحاسوب من أجل الأمن القومي. أُنشأته المديرة أراتي برابهاكار في أبريل عام 2014، وهو يأخذ البرامج من قسمي مكتب تكنولوجيا النظم الميكروية ومكتب علوم الدفاع.[5]

## وصلات خارجية
- صفحة الوكالة على الإنترنت